# Bastilla dicoela
Bastilla dicoela là một loài bướm đêm thuộc họ Erebidae. Loài này có ở Queensland.